# Cruquius (Amsterdam)
Het Cruquiusgebied of Cruquius-eiland in het Oostelijk Havengebied in Amsterdam-Oost is een eiland tussen de Entrepothaven en de Nieuwe Vaart. Het ontleende zijn naam aan de Cruquiusweg die over de gehele lengte van het gebied van west naar oost loopt. Deze weg werd in 1879 aangelegd en is vernoemd naar Nicolaas Samuel Cruquius (1678-1754).
Sinds 1887 waren hier de Veemarkt en het Abattoir gevestigd, waar de Veelaan naar vernoemd is. Vanaf 1987 worden er woningen en bedrijven gevestigd op de locaties van de vroegere met vee en vlees verbonden bedrijvigheid.
Het Internationaal Instituut voor Sociale Geschiedenis (IISG) is er sinds 1989 gehuisvest in het voormalige cacaopakhuis Koning Willem I. In hetzelfde gebouw is ook het Persmuseum ondergebracht.
In de Entrepotgebouwen langs de Zeeburgerkade zijn woningen gebouwd. Over het water van de Entrepothaven is de Entrepotbrug gebouwd, een opvallend wooncomplex.
Het oostelijke deel van het Cruquiusgebied bleef na de jaren negentig nog industrieterrein. Inmiddels wordt gewerkt aan een transformatie tot woon-, werk- en recreatiegebied, met behoud van het het robuuste, industriële karakter. Het terrein van brandblusser fabrikant Ajax werd gesaneerd in verband met PFAS-verontreiniging.